# 共产党 (波斯尼亚和黑塞哥维那)
共产党（缩写为KP）是波斯尼亚和黑塞哥维那的一个已不存在的多民族共产主义政党。该党成立于2012年2月21日，成立时有党员300多人；同年4月，巴尼亚卢卡共产主义者联盟并入该党。该党的政治立场是极左翼。该党的主席是穆罕默德·伊玛莫维奇。该党的总部位于萨拉热窝。